# Timberland
A Timberland é uma empresa global de manufatura e comércio de produtos voltados para atividades ao ar livre e uso casual, com foco em calçados, itens de vestuário e acessórios, fundada em 1952 por Nathan Swartz no estado norte-americano de Massachusetts.
A Timberland possui uma filosofia corporativa de comprometimento com a responsabilidade socioambiental. Em 2007,  foi  considerada a 78a melhor empresa para se trabalhar nos Estados Unidos, na lista das Cem Melhores Empresas para se trabalhar da CNN Money.
A sede mundial da Timberland está localizada na cidade de Stratham, no estado norte-americano de New Hampshire. A empresa também possui escritórios em diversos outros países.
No Brasil, a Timberland está presente desde 1996, através de um acordo de licenciamento com a empresa brasileira São Paulo Alpargatas que durou até 2017. Desde 2011, a marca global Timberland faz parte do grupo VF Corporation.

## História da Empresa[2]
- 1918 – O fundador da Timberland Nathan Swartz começa sua carreira de aprendiz de sapateiro na cidade de Boston, Massachusetts.
- 1952 – Swartz compra a metade da sociedade na empresa The Abington Shoe Company, sediada na cidade de Abington, Massachusetts, que fazia principalmente trabalho terceirizado para outras empresas de calçados.
- 1955 – Swartz compra o restante da sociedade e traz seus filhos, Sidney e Herman,  para gerenciar a empresa.
- 1965 – A família Swartz introduz a então inovadora tecnologia de moldagem por injeção no setor calçadista. Esta tecnologia permitiu conectar as solas de borracha aos cabedais de couro das botas sem costuras, o que tornou as botas praticamente à prova d’água.
- 1969 – A empresa transfere sua base de produção para o estado de New Hampshire.
- 1973 –  Buscando atender às necessidades dos lenhadores da região da Nova Inglaterra, que trabalhavam em condições extremas de clima, com neve e chuva, e precisavam manter os pés secos e aquecidos, a empresa lança botas de couro totalmente à prova d’água, com a marca registrada “Timberland”. Esta bota também foi a primeira a oferecer garantia a seus consumidores, fato até então inédito na indústria calçadista. Como estas botas se tornaram um sucesso de vendas, o nome da empresa foi oficialmente mudado para The Timberland Company em 1978.
- Em 1978 e 1979, a Timberland adicionou sapatos casuais e boat shoes à sua linha de produtos.
- Na década de 1980, a empresa se expandiu internacionalmente, primeiramente no mercado italiano, onde se estabeleceu em 1980, e depois em diversos outros países. Com a ajuda do influente movimento de jovens Paninaro, de Milão, na Itália, que passaram a usar as botas Timberland como elemento de estilo, a empresa se tornou uma marca de moda reconhecida em todo o mundo.
- Em 1984 a Timberland transferiu sua linha de produção para o estado norte-americano do Tennessee.
- Em 1988 Sidney Swartz, um dos filhos do fundador Nathan Swartz, assumiu o controle da empresa, e até hoje detém o cargo de presidente. Sob sua liderança, a Timberland passou a evoluir em direção a ser uma marca de estilo de vida, adicionando itens de vestuário e calçados femininos à sua linha de produtos.
- Durante a década de 1990, a Timberland introduziu novas linhas de produtos, como mochilas, relógios e calçados infantis.
- Em 1992 a empresa começa a oferecer a seus funcionários 16 horas de licença remunerada para se dedicar a projetos voluntários de apoio a comunidade, prática que permanece até a atualidade.
- Em 1996 a marca Timberland chega oficialmente ao Brasil, através de um acordo de licenciamento com a empresa São Paulo Alpargatas. São inauguradas as lojas da marca no Morumbi Shopping e no Shopping Iguatemi, em São Paulo.

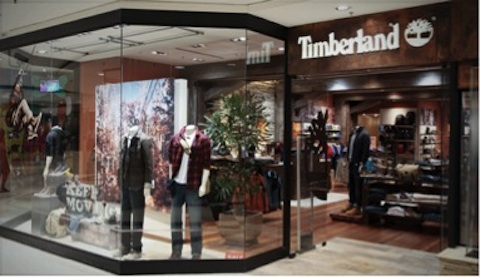
Loja da Timberland no Morumbi Shopping, em São Paulo

- Também em 1996 a Timberland passou a desenvolver botas e calçados para crianças.
- 1998 - Jeffrey Swartz, neto do fundador da Timberland, assume o cargo de CEO da empresa.
- 2003 – A Timberland alcança a quinta posição na lista de empresas mais admiradas da revista norte-americana Forbes.
- 2008 – A empresa lança o conceito Earthkeepers, com produtos produzidos a partir de materiais reciclados, orgânicos ou que provocam menor impacto ambiental. Atualmente, a maior parte dos produtos da Timberland são da linha Earthkeepers.
- 2010 – A Timberland conquista a segunda posição na lista das empresas mais comprometidas com o combate ao aquecimento global elaborada pela organização Climate Counts.
- 2011 - A Timberland assina um contrato de fusão com a VF Corporation, um dos maiores conglomerados de marcas de moda do mundo, por US$ 43 por ação, totalizando um valor de aproximadamente US$ 2 bilhões.

## Timberland Yellow Boot[3]

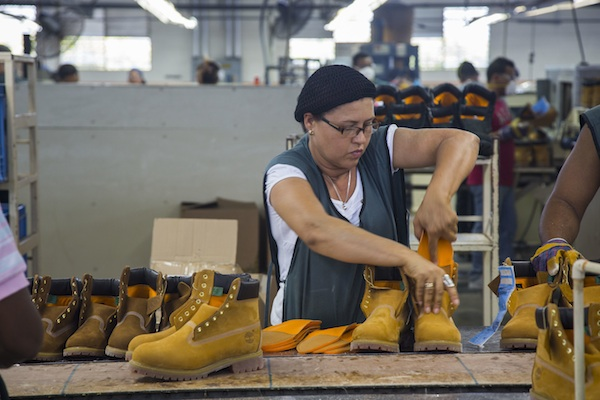
Fábrica da empresa Timberland na República Dominicana

Em 1973 a Abington Shoe Company lançou uma bota de couro amarelo e solado de borracha totalmente impermeável, que recebeu o nome de “Timberlander”, em homenagem à região madeireira da Nova Inglaterra, que era chamada de “Timberland” (Terra da madeira). Com o sucesso de vendas da bota, a empresa mudou seu nome para The Timberland Company em 1978.
Pela cor característica, a bota impermeável recebeu o apelido de “Yellow Boot” (Bota Amarela). A partir de 1980, passou a ser exportada para a Itália, e na década de 1980 foi adotada como elemento de estilo dos jovens “Paninaro”  da cidade italiana de Milão, uma das tribos urbanas mais influentes na moda da época. A Yellow Boot se tornou um ícone de moda por seu estilo que simboliza a liberdade e o estilo de vida rústico dos trabalhadores norte-americanos.
Por volta de 1985, o estilo hip hop urbano passou a ser adotado pelos jovens de Hong Kong, e posteriormente do Japão, e a Yellow Boot foi um dos elementos do estilo característico destas tribos urbanas. De volta aos EUA, seu país natal, a Yellow Boot também ganhou destaque no look dos rappers norte-americanos. Atualmente, muitos dos artistas de hip hop mais influentes, como Jay Z, Kanye West, Beyoncé, Rihanna e Pharrell Williams usam constantemente a Yellow Boot em suas aparições públicas.
A Yellow Boot foi também um dos modelos de calçados adotados pela cultura sneaker, de colecionadores de calçados personalizados e customizados. Foram criadas diversas séries limitadas de versões customizadas da bota, assinadas por estilistas e artistas plásticos. Entre elas se destacam as séries criadas pela loja nova-iorquina David Z., a parisiense Colette e a californiana Undefeated. Foram criadas ainda séries especiais temáticas, como a Bourougs Project, com versões baseadas nos cinco distritos da cidade de Nova Iorque (Manhattan, Brooklyn, Bronx, Queens e Staten Island), assinadas por artistas cujo trabalho é associado a cada um destes distritos.
De acordo com a filosofia corporativa de responsabilidade socioambiental da The Timberland Company, a Yellow Boot também foi utilizada em campanhas de interesse público, com uma série especial criada em parceria com a organização Save Darfur, que buscou aumentar a conscientização sobre a crise humanitária ocorrida na região de Darfur, no Sudão.
Atualmente todas as Yellow Boots vendidas no mundo são fabricadas na unidade fabril da Timberland em Santo Domingo, na República Dominicana.